# Lucia Mondella
Lucia Mondella è la protagonista femminile del romanzo storico I promessi sposi di Alessandro Manzoni.

## Descrizione
La figura della giovane, operaia in una filanda lombarda del Seicento, rappresenta l'aspetto più puro e semplice della società contadina dell'epoca; quello della fanciulla non è un personaggio tipo, ma è un ritratto psicologico proprio e ben definito, delineato dall'autore per mezzo di brevi cenni fisici: la sua non è affatto una bellezza eccezionale, ma modesta e segnata dalla povertà. Nata e cresciuta nel medesimo paesino (mai nominato) di Renzo, la protagonista crescerà educata dalla madre Agnese ed orfana di padre (figura di cui non si parla mai); seppur dalle umili origini vivrà in condizioni economiche e sociali agiate e lavorerà come tessitrice, fino a pochi giorni prima del suo matrimonio.
Innamorata e promessa al buon Renzo, dovrà però affrontare un'infelice impresa per sfuggire alle pericolose attenzioni che il signorotto prepotente del paese, don Rodrigo, nutre nei suoi confronti. Lucia rappresenta la forma più pura e sincera di religiosità, ella affronterà ogni avvenimento con una costante fiducia nella "divina provvidenza" e saprà consolare, a volte anche indirettamente, l'animo impetuoso di Renzo. "Il Signore c'è anche per i poveri; e come volete che ci aiuti se facciamo del male?". Però, proprio a causa della sua fede incrollabile, pare anche molto ingenua, e spesso quasi "irreale", per esempio quando arriva a pregare persino per il suo rapitore, l'Innominato, più che per sé stessa.

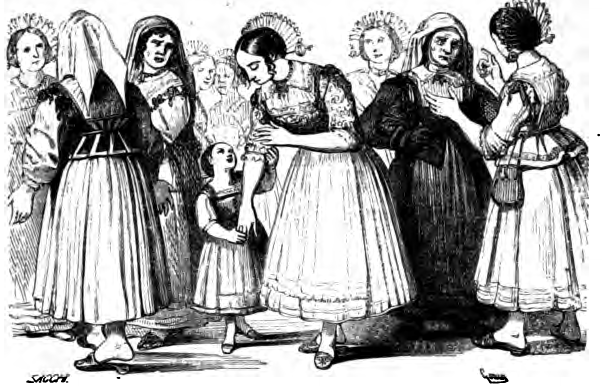
Lucia tra amiche e parenti che si prepara per il matrimonio, il quale, però, in quel momento non si farà

Convivono in lei sentimento religioso, che prevale sempre, e sentimento amoroso, e vive il dramma della coscienza tra imperativo della legge morale e la sua concreta applicazione. L'amore di Lucia non vive attraverso dichiarazioni o effusioni ma affidato ad un'intimità gelosa, confinato in una zona di pudore che lo rende profondamente suggestivo e intensamente originale. In lei, la fede ha creato una sensibilità più alta ed una superiore gentilezza di affetti: ella è creatura che non sembra di questa terra, e pur rimane una contadina, con il suo modo di sentire semplice e quadrato, ben circoscritto in una precisa determinazione di tempo e di luoghi e di educazione. Spinta da un grande rispetto nei confronti del fidanzato e della madre Agnese, la giovane accetterà di prestarsi - seppur malvolentieri - al piano ordito, ma non riuscito, del "matrimonio a sorpresa" che caratterizzerà la famosa «notte degl'imbrogli», momento di grande tensione nel romanzo, trattato da Manzoni anche con un forte tono ironico.
Ma Lucia saprà anche adoperare delle piccole astuzie, favorendo spesso alcuni momenti del romanzo: ad esempio fornirà una gran quantità di noci a fra Galdino in cambio della sua solerzia nel chiamare padre Cristoforo; è inoltre importante il suo ruolo nel dialogo con la monaca di Monza la quale, prendendola in simpatia, le offrirà la propria protezione. Ma fondamentale sarà l'atteggiamento della protagonista nel momento in cui l'Innominato sarà più propenso ad ascoltare la sua coscienza; Lucia saprà trovare le parole necessarie per ammorbidire il cuore di quell'uomo ormai già pentito. Nel colloquio nel castello dell'Innominato si dimostra come la vittima, nell'atto stesso di arrendersi disarmata, afferma la sua sicurezza e vigoria spirituale, "disarmando" a sua volta il truce Innominato.
Lucia è una donna che parla il suo linguaggio consueto, quello della fede: "Dio perdona tante cose per un'opera di misericordia" è una frase che ripete spesso. Accennando alla possibile fraternità del suo destino e di quello dell'Innominato, attua la riconciliazione del suo carnefice, che cede, ma combattendo. Le vicissitudini della giovane non finiranno però con la sua liberazione e il ricongiungimento a Renzo, Lucia infatti non vorrà più sposarlo a causa di un voto fatto precedentemente e solo il provvidenziale aiuto di fra Cristoforo sbloccherà la situazione.